# Iglesia de Santiago (Lasierra)
La iglesia de Santiago es un edificio situado en el concejo español de Lasierra, en la provincia de Álava.

## Descripción
El edificio se encuentra en el concejo español de Lasierra, del municipio de Ribera Alta, perteneciente a la provincia de Álava, en la comunidad autónoma del País Vasco. Se menciona como iglesia parroquial del lugar en el décimo volumen del Diccionario geográfico-estadístico-histórico de España y sus posesiones de Ultramar de Pascual Madoz, donde aparece descrita con las siguientes palabras: «igl. parr. (Santiago) servida por un beneficiado cura, que tiene la obligacion de decir tambien misa los dias de precepto en el anejo de Nubilla». En el tomo de la Geografía general del País Vasco-Navarro dedicado a Álava y escrito por Vicente Vera y López, se dice lo siguiente: «Su iglesia depende de la parroquia de Anúcita».